# 拉姆·恰蘭
科尼德拉·拉姆·恰蘭·特加（1985年3月27日—）是印度男演員。他主要演出泰卢固语電影。他的父亲赤拉尼维是一位著名的演员和政治人物。拉姆·恰蘭是收入最高的泰卢固演员之一。他最成功及最為人所知的電影包括两部由S·S·拉傑摩利執导的《Magadheera》（2009）及《RRR》（2022）。

## 外部連結
- 拉姆·恰蘭在互联网电影资料库（IMDb）上的資料（英文）
- 拉姆·恰蘭的Instagram帳戶